# Zwan
Zwan var et amerikansk rockband, der bestod af tidligere medlemmer fra Smashing Pumpkins, Slint, Chavez og A Perfect Circle. Supergruppen eksisterede fra 2001 til 2003 og nåede at udgive ét album, Mary Star of the Sea. 
De to guitarister Billy Corgan og Matt Sweeney besluttede sig i april 2001 for at danne et nyt rockband. Senere kom bassisten David Pajo og trommeslageren Jimmy Chamberlin til, og Zwan spillede deres første koncert den 16. november 2001. Zwan gik i studiet i 2002 for at indspille deres debutalbum, men fandt også tid til at spille en kort turné i april 2002, hvor de også afslørede, at bassist og violinst Paz Lenchantin fra A Perfect Circle var med i gruppen.
I januar 2003 udkom debutalbummet Mary Star of the Sea, og med albummet kom to singler Honestly og Lyric. Of a Broken Heart skulle have været den tredje single, men den blev droppet, da Zwan gik i opløsning efter bandets verdensturné i sommeren 2003. 

## Djali Zwan
Zwan var i virkeligheden flere bands (med de samme medlemmer), der spillede forskellige former for musik. De fleste koncerter og udgivelser var Zwan (også kendt som The True Poets of Zwan), men bandet havde mindst ét alterego – Djali Zwan.
Djali Zwan var mest af alt en akustisk version af Zwan, men med deres helt egne sange. Djali Zwan spillede fire koncerter på to dage i december 2001, og spillede næsten uden undtagelser sange, som Zwan ikke havde spillet. Det var planen, at Djali Zwan ville have indspillet en akustisk live-dvd efter deres Zwanturné for Mary Star of the Sea, men bandet gik hver til sit.
Honestly-singlen fra 2003 havde dog to Djali Zwan-numre på (Freedom Ain't What It Used to Be og en coverversion af Iron Maidens Number of the Beast). Disse to numre er således det eneste Djali Zwan har udgivet officielt.
Af de inkarnationer, der menes at eksistere, er Djali Zwan den eneste, der nåede at optræde live og indspille materiale i studiet. Djali Zwan nåede at spille fire akustiske koncerter fordelt på to dage i december 2001. 

## Zwans udgivelser

### Album
| År   | Titel                | Solgt i USA | Hitlisteplacering | Pladeselskab    |
| ---- | -------------------- | ----------- | ----------------- | --------------- |
| 2003 | Mary Star of the Sea | 300.000     | US #3, Canada #4  | Reprise Records |

### Singler
| År   | Single   | USA | Modern Rock (USA) | UK | Album                |
| ---- | -------- | --- | ----------------- | -- | -------------------- |
| 2003 | Honestly | 21  | 7                 | 28 | Mary Star of the Sea |
| 2003 | Lyric    | -   | -                 | 44 | Mary Star of the Sea |

## Vigtige links
- Billy Corgan Arkiveret 1. juni 2005 hos  Wayback Machine
- Zwan